# The Kids from "Fame" (album)
The Kids from "Fame" is het debuutalbum van de cast van de Amerikaanse tv-serie Fame, uitgebracht onder de naam The Kids from "Fame". Het album werd in 1982 uitgebracht en was met name in Europa succesvol. In de Britse albumhitlijst stond het twaalf weken op de eerste plek. Ook in Nederland, Finland en Nieuw-Zeeland behaalde het album deze positie. Het album bevatte de hitsingles "Hi Fidelity" en "Starmaker". Alleen in Nederland werd ook het nummer "Life is a Celebration" op single uitgebracht. 

## Tracklijst
1. "Starmaker" (Bruce Roberts, Carole Bayer Sager) 4:07
2. "I Can Do Anything Better Than You Can" (David Wolfert, Sandy Linzer) 3:05
3. "I Still Believe in Me" (Gary Portnoy, Susan Sheridan) 3:26
4. "Life is a Celebration" (Rick Springfield) 3:06
5. "Stap op naar de Mike" (Alan Gordon) 3.33
6. "Hi-Fidelity" (Enid Levine) 2:46
7. "We Got the Power" (Barry Fasman, Steve Sperry) 3:23
8. "It's Gonna be a Long Night (Estelle Levitt, Gary Portnoy) 4:01
9. "Desdemona" (Barry Fasman, Steve Sperry) 3:38
10. "Be My Music" (Lee Curreri) 3:36